# Nachal Revadim
Nachal Revadim (hebrejsky נחל רבדים) je vádí na Západním břehu Jordánu v Judských horách.
Začíná v nadmořské výšce necelých 900 metrů na hřebenu Judských hor na Západním břehu Jordánu severozápadně od izraelské osady Roš Curim v regionu Guš Ecion. Vede pak k severozápadu, přičemž se rychle zahlubuje do okolního terénu. Vede zalesněným údolím. Východně od izraelské osady Gva'ot ústí nedaleko od jihozápadního okraje palestinského města Nachalin zprava do vádí Nachal ha-Ec.